# Clusia mangle
Clusia mangle är en tvåhjärtbladig växtart som beskrevs av Louis Claude Marie Richard, Jules Émile Planchon och Triana. Clusia mangle ingår i släktet Clusia och familjen Clusiaceae. Inga underarter finns listade i Catalogue of Life.